# Słaboszów (gmina)
Słaboszów est une gmina rurale du powiat de Miechów, Petite-Pologne, dans le sud de la Pologne. Son siège est le village de Słaboszów, qui se situe environ 18 km à l'est de Miechów et 44 km au nord-est de la capitale régionale Cracovie.
La gmina couvre une superficie de 76,96 km2 pour une population de 3 839 habitants.

## Géographie
La gmina inclut les villages de Buszków, Dziaduszyce, Grzymałów, Ilkowice, Janowice, Jazdowice, Kalina Wielka, Kropidło, Maciejów, Nieszków, Raszówek, Rędziny Zbigalskie, Rędziny-Borek, Rzemiędzice, Słaboszów, Śladów, Słupów, Święcice, Wymysłów et Zagorzany.
La gmina borde les gminy de Działoszyce, Książ Wielki, Miechów et Racławice.